# Willis Group Holdings

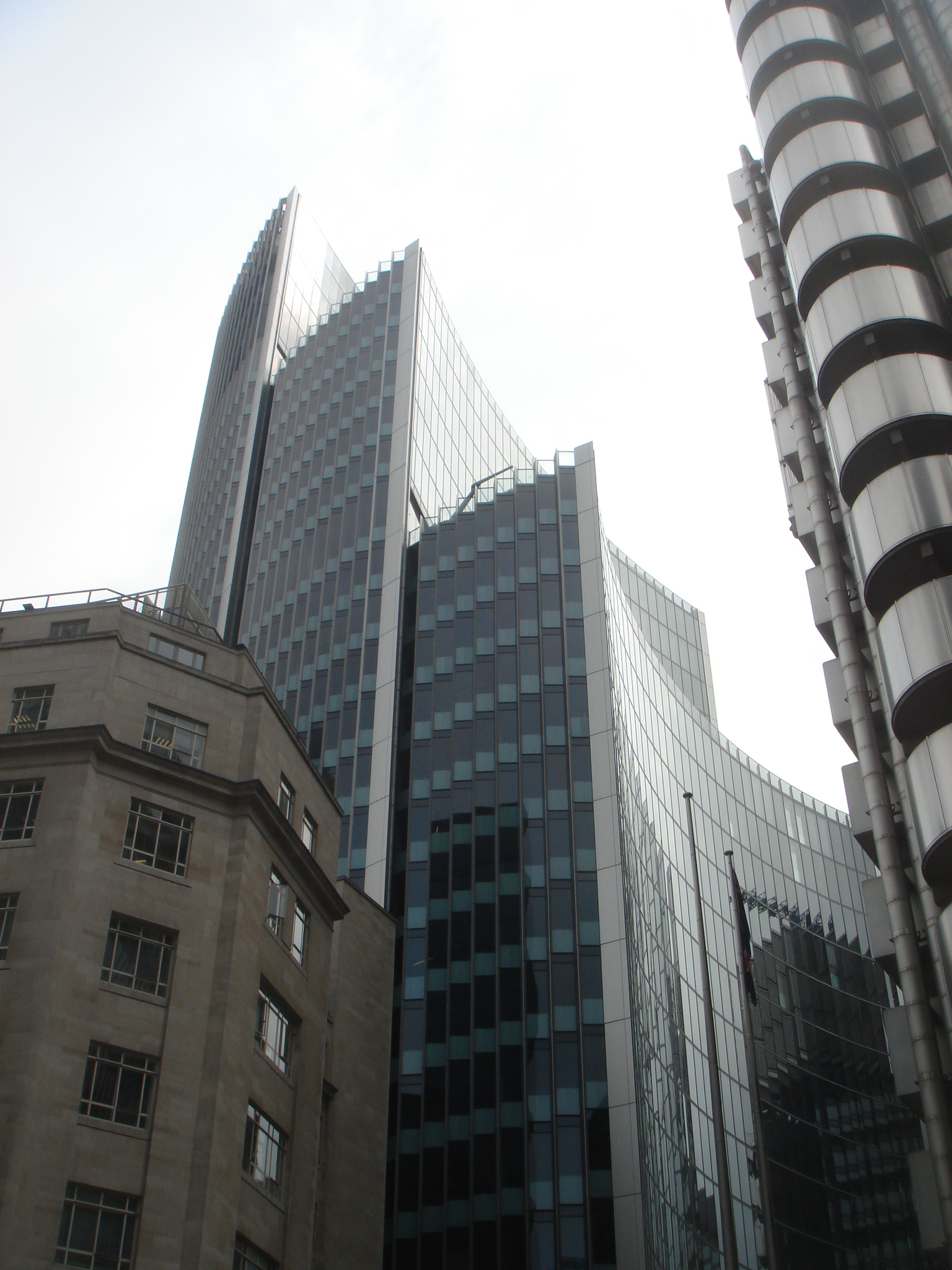
Verwaltungsgebäude der Willis Group Holdings in London

Willis Group Holdings war ein irisches Unternehmen mit Firmensitz in Dublin und operativen Hauptzentralen in London und New York City. Die Unternehmensgruppe war in der Versicherungs- und Finanzdienstleistungsbranche tätig und an der New York Stock Exchange notiert. Anfang 2016 fusionierte es mit Towers Watson zur Willis Towers Watson.

## Geschichte
Die Unternehmensgeschichte reicht bis in das 19. Jahrhundert zurück: 1828 wurde in London das Unternehmen Henry Willis & Co. gegründet. 1990 fusionierte das Unternehmen mit dem US-amerikanischen Unternehmen Corroon & Black und es entstand das Unternehmen Willis Corroon Group. 1998 wurde das Unternehmen von Kohlberg Kravis Roberts erworben und danach umstrukturiert. Das Unternehmen ist seit 1999 unter dem gegenwärtigen Firmennamen tätig und wird seit 2001 an der Börse in New York City unter WSH notiert. Das Unternehmen betreibt rund 400 Filialen in rund 120 Ländern und beschäftigt mehr als 20.000 Mitarbeiter. 2008 wurde das Unternehmen Hilb Rogal & Hobbs übernommen.
Im Jahr 2009 wurde das Unternehmen unter Leitung des damaligen CEO Joe J. Plumeri Hauptmieter (anchor tenant) des vormaligen Sears Towers in Chicago, dem zweithöchste Gebäude in Nordamerika. Dadurch hatte der Konzern auch die Namensrechte an dem Bauwerk erworben. Seitdem ist einstmals höchste Gebäude der Erde unter dem Namen Willis Tower bekannt. Im 3. Teil der Filmserie Transformers wurde der Willis Tower in einer spektakulären Szene im Kampf verfeindeter Roboter dem Erdboden gleichgemacht.
Im Januar 2016 verschmolz die Willis Group Holdings PLC (NYSE: WSH) mit der Towers Watson & Co. zur Willis Towers Watson PLC (MYSE: WTW), die aktuell (Stand 2023) gut 43.000 Mitarbeiterinnen und Mitarbeiter weltweit beschäftigt.

## Willis in Deutschland
In Deutschland geht die Geschichte der Willis Unternehmensgruppe auf das Jahr 1858 zurück, in dem in Bremen das Versicherungsmakler-Unternehmen C. Wuppesahl gegründet wurde. Nach mehreren Fusionen der Versicherungsmakler-Unternehmen Carl Jaspers Sohn aus Hamburg, Industrie Assekuranz GmbH & Co. aus Frankfurt am Main und C. Wuppesahl Assekuranzmakler aus Bremen entstand 1998 die Jaspers Wuppesahl Industrieassekuranz GmbH & Co. KG (JWA). Im Jahr 2002 erfolgte die mehrheitliche Übernahme durch die Willis Group Holdings Ltd. mit gleichzeitiger Umfirmierung in die Willis GmbH & Co. KG für Deutschland. Seit 2003 ist Willis Deutschland ein 100-prozentiges Tochterunternehmen der britischen Holding.
Der Sitz der Willis GmbH & Co. KG befindet sich in Frankfurt am Main. Niederlassungen bestehen in Bielefeld, Bremen, Hamburg, Hannover, Köln, München und Stuttgart. Insgesamt beschäftigt Willis Deutschland etwa 420 Mitarbeiter und betreut ein Prämienvolumen von etwa 1,0 Milliarde Euro. Deutsche Tochtergesellschaften sind die JWA Marine GmbH mit Sitz in Bremen und die interRisk Risikomanagementberatungs-GmbH mit Sitz in Frankfurt am Main.